# 鮑成
鮑成（1920年9月—2000年），原名馬包成，中國人民解放軍陸軍指揮官，大擔島戰役的解放軍陸軍第一線指揮官，於戰役中受傷被俘。

## 生平
馬包成生於江蘇省如皋縣，早年因家境貧困被送入普陀山楊枝庵出家成為沙彌，但因受到寺內比丘欺凌而在1943年離寺，改名為鮑成後加入汪精衛政權的和平建國軍內從軍。
鮑成所屬部隊的指揮官陳玉生為中國共產黨地下黨員，在摸清楚其背景後即吸收鮑成，1943年8月鮑成與同夥發動叛變奪取武器彈藥，但事蹟敗露而被捕，但仍由陳玉生操作私下釋放並轉入親中國共產黨的靖泰抗日游擊隊中繼續從軍。
中國抗日戰爭勝利後，在江蘇省的親中國共產黨游擊隊被新四軍吸收改編，鮑成轉任新四軍第63團第3營第9連第3排擔任班長，並在1945年12月加入中國共產黨，於第二次國共內戰中因作戰勇猛多次負傷並於第三野戰軍體系中逐漸升遷。

### 戰敗被俘
在大膽島戰役前夕，鮑成擔任中國人民解放軍第29軍下轄陸軍第86師第258團第2營營長，86師以該營增編2個連組成加強營投入1950年7月爆發的大膽島戰役，戰役以解放軍戰敗作收，鮑成因腹部受創被俘，1951年7月被中華民國政府遣返回中國大陸。

### 遣返後開除、判刑
返回大陸後，鮑成遭到華東軍區扣押，華東軍區軍法處於1951年9月26日審判鮑成；以「戰場投敵罪」被開除軍籍及黨籍，判處有期徒刑5年。
刑滿後留勞改農場就業，1969年被遣返原籍如皋縣新民公社，在文化大革命期間遭到造反派批鬥，但因人民公社內的黨委書記都很同情他的際遇，同時在公社中有其前部隊戰友的保護，鮑成因此未遭到造反派迫害。
在改革開放後，鮑成與被釋放的前戰友、部隊司令員聯繫，並聯名向上級（南京軍區、國務院、中央軍委）申訴恢復名譽。

### 恢復名譽
1983年，中共中央辦公廳、國務院辦公廳、中央軍委辦公廳終於聯合轉發了總政治部《關於金門等島嶼戰鬥中被俘人員問題複查處理意見的報告》，報告中指出：
「在解放金門戰役中，由於對敵情判斷錯誤，指揮失誤，戰鬥失利，絕大多數幹部戰士因負傷、生病或者彈盡糧絕失去戰鬥力而被俘。在集中營中，他們絕大多數人的表現是好的和比較好的。在敵人脅迫下，有的也犯過各種程度不同的錯誤，但未構成犯罪的，應予撤銷原判。認識錯誤，多年表現好的可以恢復黨籍、軍籍並安排適當工作。」
根據此文件，在金門一系列作戰中遭到俘虜釋放的前解放軍軍官不再被視為犯罪者。
1984年6月6日，中國人民解放軍南京軍區軍事法院審判委員會對1951年以戰場投敵罪判處鮑成有期徒刑5年、開除軍籍案進行了再審，認為原判不當，決定：「一、撤銷原華東軍區軍法處1951年9月26日對鮑成的判決；二、恢復軍籍」。
1985年2月，鮑成得到恢復軍籍、黨籍的補償，安排在如皋市離休，並有縣處級退休待遇，每年外加一個月的工資補貼，同時發放安家費和房屋修繕費。
2000年，鮑成因病醫治無效去世。